# Eulophus stygius
Eulophus stygius är en stekelart som beskrevs av Walker 1848. Eulophus stygius ingår i släktet Eulophus och familjen finglanssteklar.
Artens utbredningsområde är Sverige. Arten är reproducerande i Sverige. Inga underarter finns listade i Catalogue of Life.